# Pijavka lékařská
Pijavka lékařská (Hirudo medicinalis) je vzácný zástupce z kmene kroužkovců, který se dříve hojně užíval k odebírání krve a k zlepšení krevního oběhu. Počty pijavic lékařských se v mnoha zemích v průběhu 19. století výrazně snížily kvůli vysoké poptávce v medicíně a v mnoha zemích jsou ohroženy doposud.[zdroj?] Dorůstá zpravidla velikosti 100 až 150 mm.
Vyskytuje se většinou v mělkých bahnitých nádržích, které jsou dobře vyhřívané sluncem. Preferuje oblasti s klidnou neproudící vodou. Její potravou je krev teplokrevných živočichů, jedná se o parazitického živočicha. Pro znecitlivění místa, kde se pijavka přichytí a zakousne do hostitele, využívá hirudin, který vypouští do rány. Kromě hirudinu ovšem do hostitele vylučují asi 20 dalších bioaktivních látek.

## Výskyt v Česku
V České republice byla pijavka lékařská nalezena na několika lokalitách na jižní Moravě, v jižních Čechách a v chráněných územích Hrabanovská černava a Kopičácký rybník v Polabí.

## Využití v lékařství
Druhové jméno této pijavky odkazuje na dávné využití v medicíně. I současné studie popisují např. využití pijavek pro léčbu podlitin způsobených zraněním, pijavka se používá poměrně rutinně také v plastické chirurgii. V ČR je použití pijavky v plenkách.